# Svenningdal (stacja kolejowa)
Svenningdal – stacja kolejowa w Svenningdal, w regionie Nordland w Norwegii, jest oddalona od Trondheim o 354,49 km. Jest położona na wysokości 133,5 m n.p.m.

## Ruch dalekobieżny
Leży na linii Nordlandsbanen. Stacja przyjmuje trzy pary pociągów do Trondheim i Bodø.

## Obsługa pasażerów
Parking, wiata, postój taksówek..